# Narycia acropolia
Narycia acropolia är en fjärilsart som beskrevs av Turner 1923. Narycia acropolia ingår i släktet Narycia och familjen säckspinnare. Inga underarter finns listade i Catalogue of Life.